# Воробьиная пустельга
Воробьиная, или американская пустельга (лат. Falco sparverius) — вид хищных птиц рода соколов.

## Описание
Мелкий сокол. Длина самки 23-30 см, размах крыльев 57-61 см, масса около 120 г. У самцов — длина 23-27 см, размах крыльев 51-56 см, масса около 110 г.
Самец окрашен ярко и контрастно, включает чёрный, светло-серый, красно-рыжий и белый цвета, сочетание цветов отличается у различных подвидов. Самка имеет менее яркую пёструю окраску, сходную с окраской самки обыкновенной пустельги.
Питается крупными насекомыми, мелкими птицами, ящерицами и змеями.
В США используется для соколиной охоты.

## Ареал
Воробьиная пустельга широко распространена в Северной, Центральной и Южной Америке, включая острова Карибского бассейна, от Канады на севере до Фолклендских островов на юге.
Птицы Канады и северной части США перелётные, на большей части ареала — оседлые.
Количество гнездящихся пар превышает 1 млн, и продолжает увеличиваться за счёт хорошей приспособленности к жизни в городах. Наряду с евразийско-африканской обыкновенной пустельгой это самая многочисленная хищная птица в мире.

## Галерея

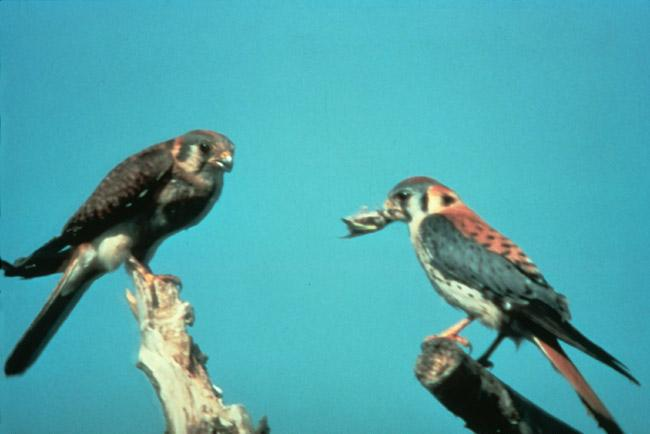
Самец угощает самку насекомым
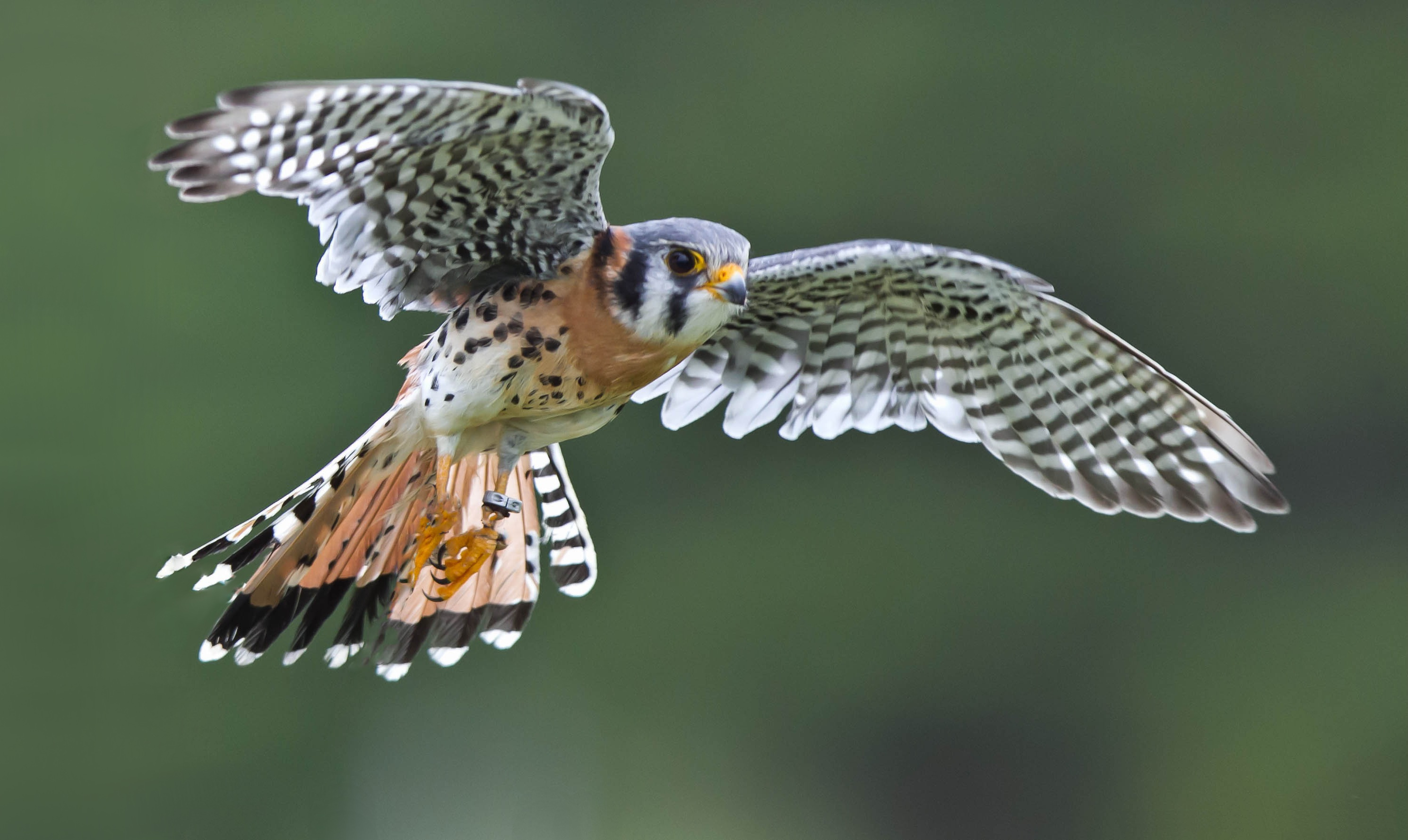
Самец в полёте
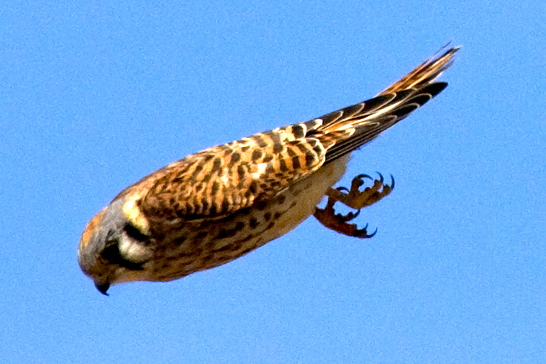
Пикирующая самка
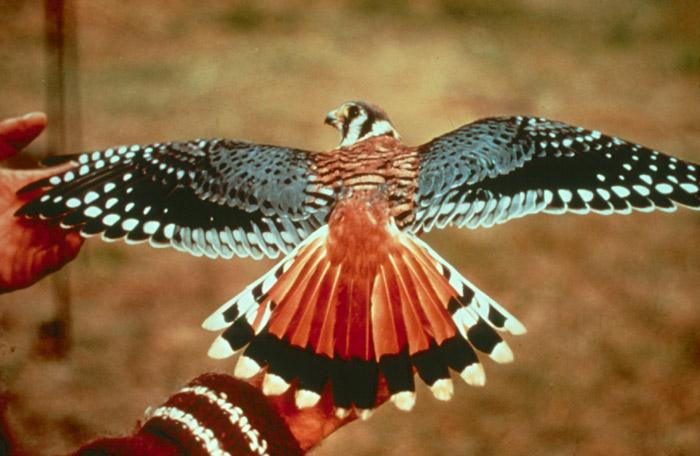
Самец
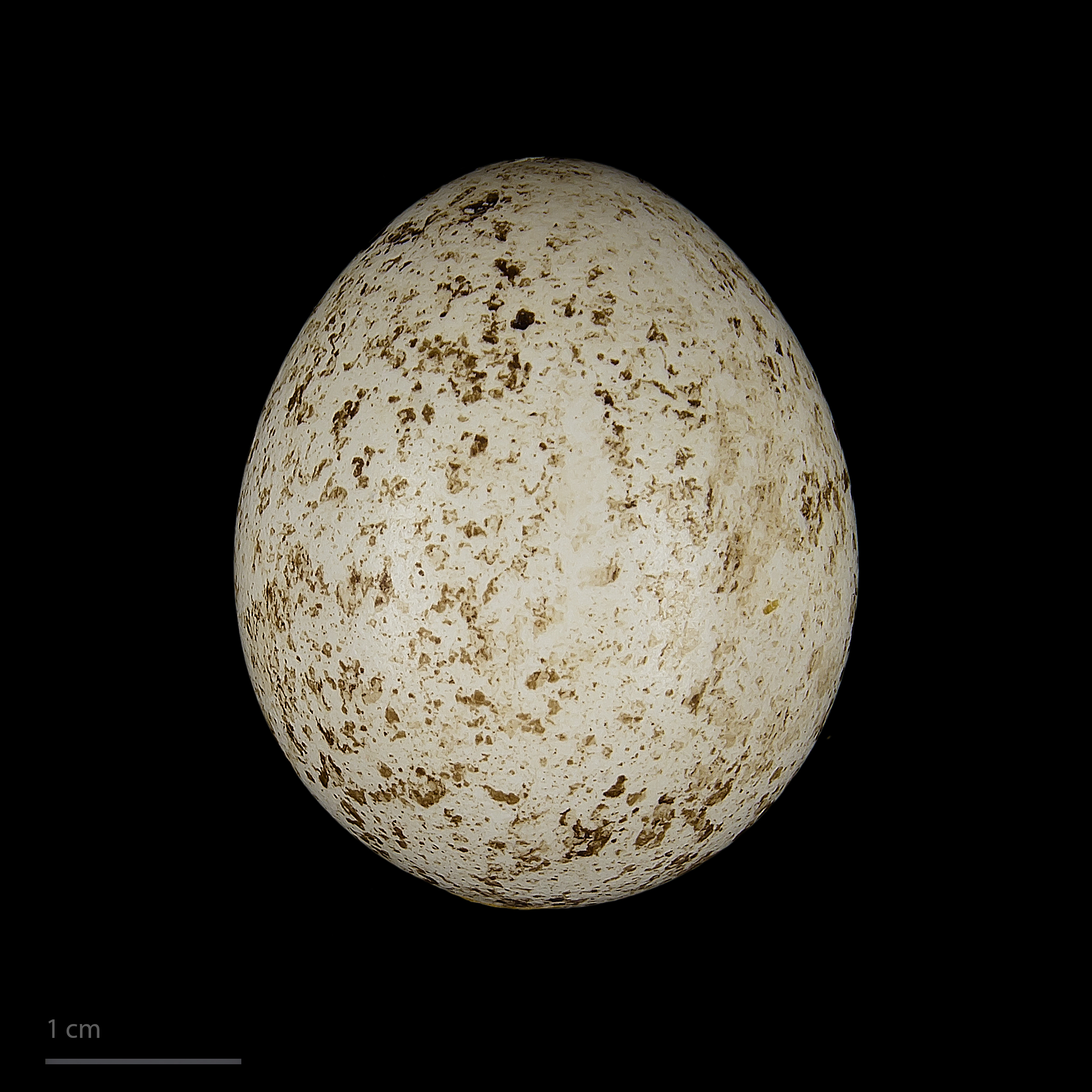
яйцо Falco sparverius -  Тулузский музеум